# Історичний документ

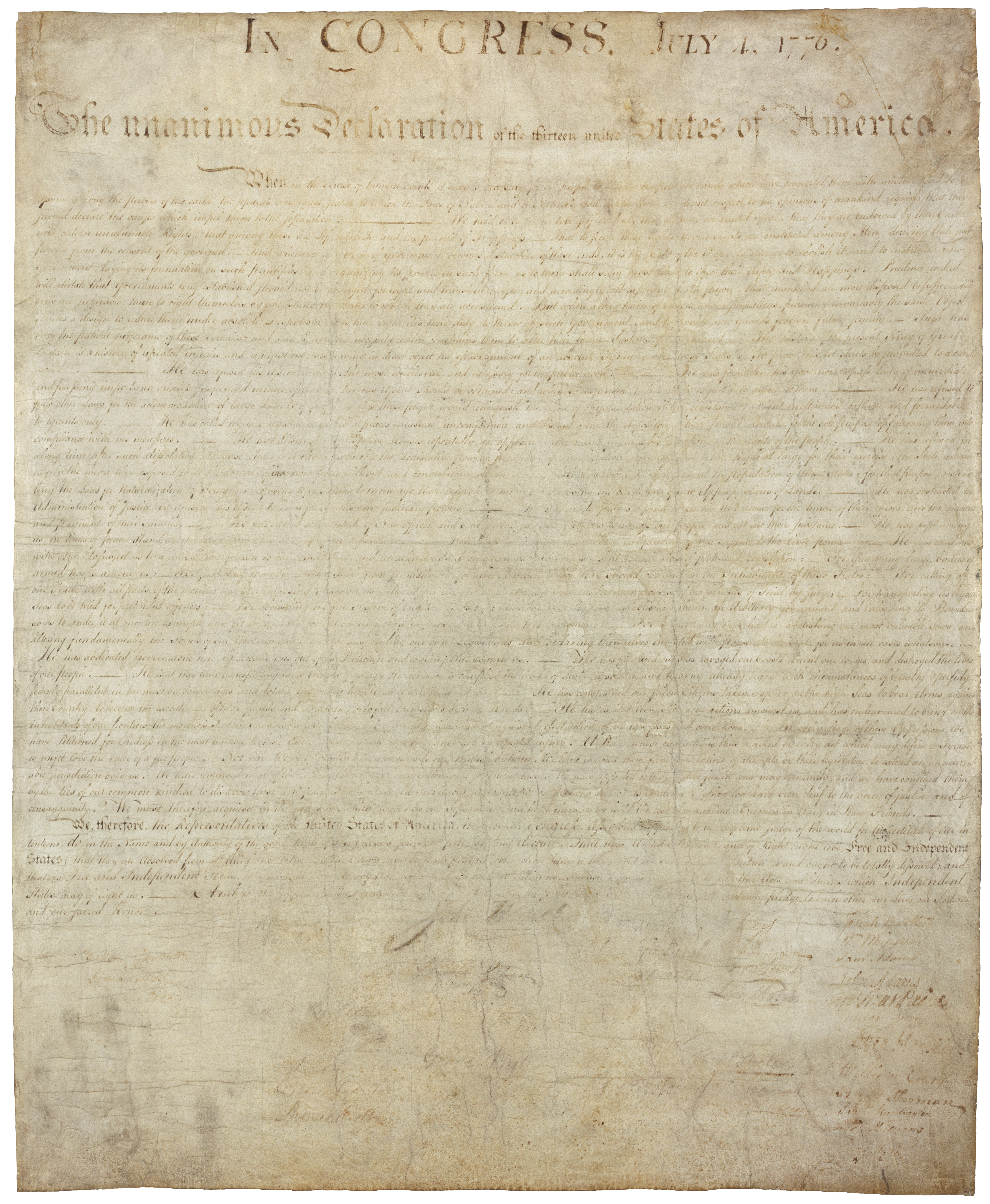
Копія Декларації незалежності США

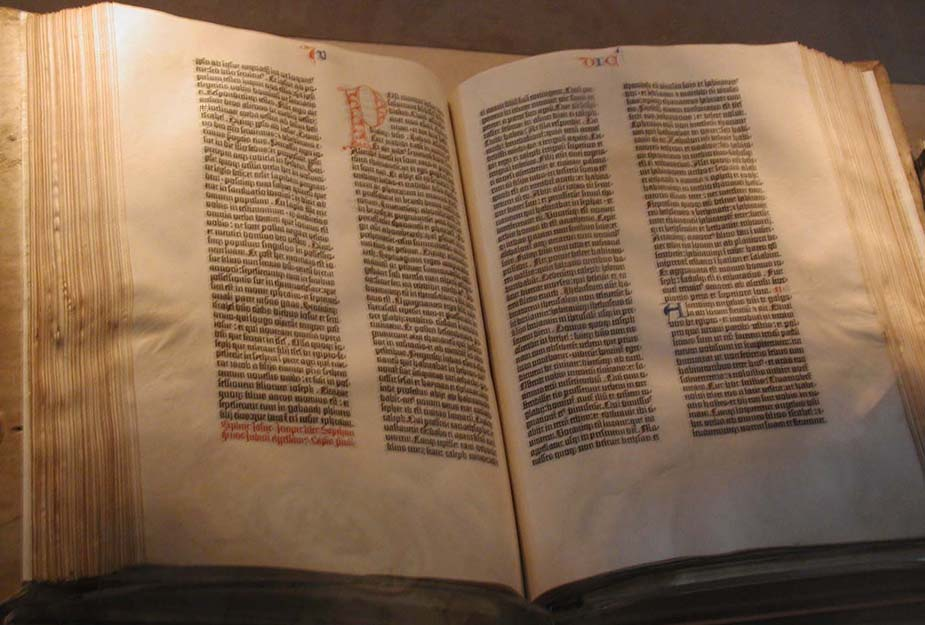
Біблія Гутенберга, надрукована в 1450-х роках, виставлена в Бібліотеці Конгресу США

Історичний документ — оригінальний документ, який містить важливу історичну інформацію про особу, місце або подію і, таким чином, може слугувати першоджерелом як важливим складовим історичної методології.
Важливими історичними документами можуть бути грамоти, закони, звіти про битви (часто надані переможцями або особами, які поділяють їхню точку зору) або подвиги можновладців. Хоча ці документи становлять історичний інтерес, вони не описують повсякденне життя звичайних людей або спосіб функціонування суспільства. Антропологів, істориків і археологів, як правило, більше цікавлять документи, які описують повсякдення звичайних людей, вказуючи на те, що вони їли, їх взаємодію з іншими членами домогосподарств і соціальних груп, а також їхній стан розуму. Саме ця інформація дозволяє їм спробувати зрозуміти й описати те, як функціонувало суспільство в будь-який конкретний період історії. Грецькі остраки дають хороші приклади історичних документів «серед простого народу».
Багато документів, які виготовляються сьогодні, наприклад особисті листи, фотографії, контракти, газети та медичні записи, у майбутньому вважатимуться цінними історичними документами. Однак більшість з них буде втрачено в майбутньому, оскільки вони або надруковані на звичайному папері, який має обмежений термін служби, або навіть збережені в цифрових форматах, а потім з часом втрачені.
Деякі компанії та державні установи намагаються збільшити кількість документів, які переживуть плин часу, беручи до уваги проблеми збереження та або друкуючи документи таким чином, щоб збільшити ймовірність їх збереження на невизначений термін, або розміщуючи вибрані документи в капсулах часу або інших спеціальних середовищах зберігання.